# Irv Noren
Irving Arnold Noren, detto Irv (Jamestown, 29 novembre 1924 – Oceanside, 15 novembre 2019), è stato un giocatore di baseball e cestista statunitense, professionista nella MLB e nella NBL.

## Palmarès

### Club
- World Series: 5

New York Yankees: 1952, 1953, 1956
Oakland Athletics: 1972, 1973

### Individuale
- MLB All-Star: 1

1954